# Microtus middendorffii
Microtus middendorffi là một loài động vật có vú trong họ Cricetidae, bộ Gặm nhấm. Loài này được Poljakov mô tả năm 1881.